# رويال رامبل (2002)
رويال رامبل (2002) وهو الحدث الخامس عشر من رويال رامبل والذي يقام سنوياً من قبل اتحاد الدبليو دبليو إف (WWF، الآن WWE) للمصارعة المحترفة من خلال الدفع مقابل المشاهدة، أقيم الحدث في 20 يناير 2002، في قاعة فيليبس أرينا بمدينة أتلانتا، بولاية جورجيا، وهو آخر رويل رامبل تم إنتاجها تحت اسم WWF.
كان الحدث الرئيسي هو مباراة رويل رامبل، التي فاز بها تربل إتش، بعد الفوز على كيرت أنغل. كانت المباريات الأخرى هي كريس جيريكو مقابل ذا روك على بطولة WWF ، وريك فلير مقابل فينس مكمان في قتال الشوارع، وإيدج مقابل ويليام ريغال لبطولة بطولة القارات، فريق سبايك دودلي وتاز مقابل دادلي بويز لبطولة للفرق الثنائية، وتريش ستراتس مقابل جاز لبطولة النساء دبليو دبليو إي. 

## الإنتاج

### الخلفية

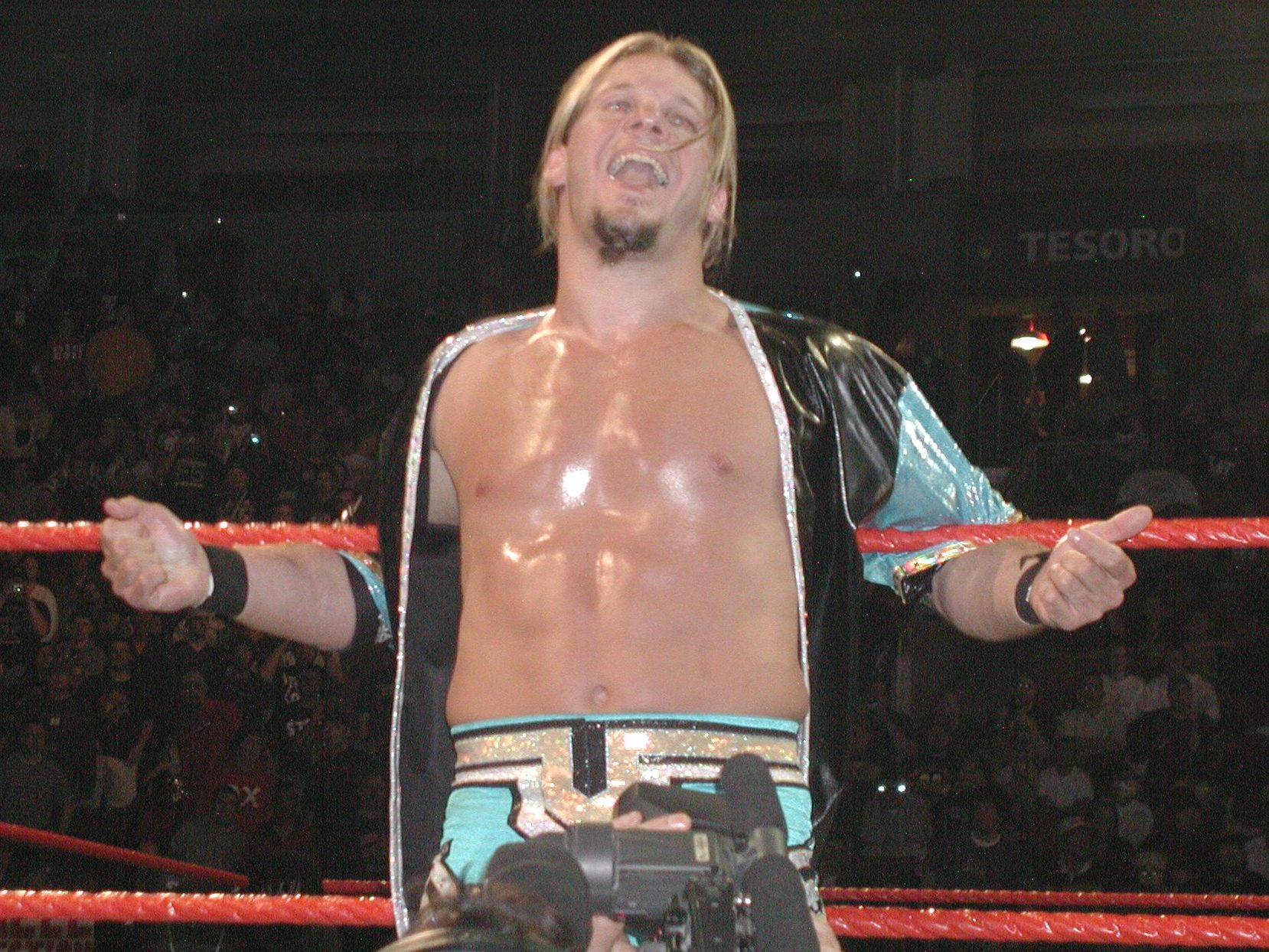
كريس جيريكو ، بطل الدبليو دبليو إف بلا منازع

رويل رامبل عبارة عن حدث سنوية يقام تحت بند الدفع مقابل المشاهدة (PPV)، يتم إنتاجها كل شهر يناير من قبل اتحاد المصارعة العالمي (WWF ، الآن WWE) منذ عام 1988. وواحدة من العروض الأربعة الأصلية للدفع لكل مشاهدة، جنبًا إلى جنب مع راسلمينيا، وسمر سلام وسرفايفر سيريس والتي أطلق عليها اسم «الأربعة الكبار»، وكانت تعتبر واحدة من «الخمسة الكبار» PPVs ، جنبًا إلى جنب مع ملك الحلبة. تم تسميته على اسم مباراة رويل رامبل، وهي معركة ملكية معدلة يدخل فيها المشاركون على فترات زمنية بدلاً من كل شيء يبدأ في الحلبة في نفس الوقت. كان حدث 2002 هو الحدث الخامس عشر في التسلسل الزمني لرويل رامبل وكان المقرر عقده في 20 يناير 2002، في قاعة فيليبس أرينا في أتلانتا، جورجيا.
تضم مباراة رويل رامبل عمومًا 30 مصارعًا. تقليديا، الفائز في المباراة يربح مباراة بطولة العالم في راسلمينيا لذلك العام. لعام 2002، حصل الفائز على مباراة في بطولة WWF بلا منازع في راسلمينيا 18، بعد توحيد بطولة WWF وبطولة العالم (WCW) باعتبارها بطولة WWF بلا منازع في عرض الانتقام (Vengeance) في ديسمبر 2001.

### الوقائع المنظورة
يتكون الحدث من ست مباريات. نتجت المباريات عن سيناريوهات وقصص مكتوبة، حيث صور المصارعون أبطالًا أو أشرارًا أو شخصيات أقل تميزًا لبناء التوتر، وبلغت ذروتها في مباراة مصارعة أو سلسلة من المباريات. تم تحديد النتائج مسبقًا من قبل كُتّاب WWF ، مع إنتاج الوقائع المنظورة في برامجهم التلفزيونية الأسبوعية عرضي راو وسماكداون.

## النتائج
| رقم                                                 | النتائج                                                                                               | الشروط                                                                    | الوقت   |
| --------------------------------------------------- | --- | ------------------------------------------------------------------------- | ------- |
| 1                                                   | سبايك دودلي وتاز (c) هزمدادلي بويز (بوبا راي دادلي وديفون دادلي) (with ستايسي كيبلر) by مصارعة محترفة | أنواع مباريات المصارعة لـ بطولة العالم للفرق الثنائية                     | 5:06    |
| 2                                                   | ويليام ريغال هزم إيدج (c)                                                                             | أنواع مباريات المصارعة لـ بطولة القارات دبليو دبليو إي                    | 9:45    |
| 3                                                   | تريش ستراتس (c) هزمجاز                                                                                | أنواع مباريات المصارعة لـ بطولة النساء دبليو دبليو إي معجاكلين مور كـ حكم | 3:43    |
| 4                                                   | ريك فلير هزم فينس مكمان بالإخضاع                                                                      | أنواع مباريات المصارعة                                                    | 14:55   |
| 5                                                   | كريس جيريكو (c) هزم دوين جونسون                                                                       | أنواع مباريات المصارعة لـ بطولة دبليو دبليو إي                            | 18:48   |
| 6                                                   | تربل إتش فاز من خلال التصفية الأخيرة لـ كيرت أنغل                                                     | 30-رجل مباراة رويال رمبل لـ بطولة دبليو دبليو إي مباراة في راسلمينيا 18   | 1:09:22 |
| - (c) – تشير إلى البطل (الأبطال) عند بداية المباراة | |                                                                           |         |

قائمة دخول رويال رمبل والتصفية، كان الوافد الجديد يخرج كل دقيقتين تقريبًا.
| الدور | الاسم                | ترتيب الخروج | أقصي من                         | الوقت | عدد الاقصاءات |
| ----- | -------------------- | ------------ | ------------------------------- | ----- | ------------- |
| 1     | ريكيشي               | 6            | أندرتيكر                        | 13:39 | 1             |
| 2     | غولدست               | 4            | أندرتيكر                        | 12:52 | 0             |
| 3     | بيج بوس مان          | 1            | ريكيشي                          | 03:05 | 0             |
| 4     | جون برادشو ليفيلد    | 3            | بيلي غن                         | 07:17 | 0             |
| 5     | لانس ستورم           | 2            | آل سنو                          | 04:46 | 0             |
| 6     | آل سنو               | 5            | أندرتيكر                        | 05:12 | 1             |
| 7     | بيلي غن              | 7            | أندرتيكر                        | 03:37 | 1             |
| 8     | أندرتيكر             | 10           | مافن                            | 07:40 | 7             |
| 9     | مات هاردي            | 9            | أندرتيكر                        | 04:16 | 0             |
| 10    | جيف هاردي            | 8            | أندرتيكر                        | 01:30 | 0             |
| 11    | مافن                 | 11           | أندرتيكر                        | 03:34 | 1             |
| 12    | سكوتي تو هوتي        | 12           | دايموند دلاس بايج               | 02:36 | 0             |
| 13    | كريستيان             | 16           | ستون كولد ستيف أوستن            | 12:14 | 3             |
| 14    | دايموند دلاس بايج    | 13           | كريستيان                        | 05:15 | 1             |
| 15    | تشوك بلومبو          | 17           | ستون كولد ستيف أوستن            | 09:04 | 2             |
| 16    | ذا جود فاذر          | 15           | تشوك بلومبو وكريستيان           | 01:48 | 0             |
| 17    | ألبرت                | 14           | تشوك بلومبو وكريستيان           | 00:48 | 0             |
| 18    | بيري ساترن           | 18           | ستون كولد ستيف أوستن            | 02:57 | 0             |
| 19    | ستون كولد ستيف أوستن | 27           | كيرت أنغل & مستر بيرفكت         | 26:46 | 7             |
| 20    | فال فينيس            | 19           | ستون كولد ستيف أوستن            | 02:58 | 0             |
| 21    | تست                  | 20           | ستون كولد ستيف أوستن            | 01:42 | 0             |
| 22    | تربل إتش             | -            | الفائز                          | 23:14 | 4             |
| 23    | ذا هوريكان           | 21           | ستون كولد ستيف أوستن & تربل إتش | 00:39 | 0             |
| 24    | فاروق                | 22           | تربل إتش                        | 00:36 | 0             |
| 25    | مستر بيرفكت          | 28           | تربل إتش                        | 15:18 | 1             |
| 26    | كيرت أنغل            | 29           | تربل إتش                        | 16:09 | 2             |
| 27    | بيغ شو               | 23           | كين                             | 02:45 | 0             |
| 28    | كين                  | 24           | كيرت أنغل                       | 01:02 | 1             |
| 29    | روب فان دام          | 25           | بوكر تي                         | 02:12 | 0             |
| 30    | بوكر تي              | 26           | ستون كولد ستيف أوستن            | 00:33 | 1             |

## روابط خارجية
- رويال رمبل 2002 على موقع IMDb (الإنجليزية)
- رويال رمبل 2002 على موقع قاعدة بيانات الفيلم (الإنجليزية)
- رويال رمبل 2002 على موقع كينوبويسك (الروسية)

- الموقع الرسمي
- رويال رمبل 2020